# Tachott
Tachott är en kommun i departementet Sélibabi i regionen Guidimaka i Mauretanien. Kommunen har en yta på 560,7 km2, och den hade 15 099 invånare år 2013.